# Aşağışamlı
Aşağışamlı ist eine Kleinstadt im Landkreis Denizli der gleichnamigen türkischen Provinz. Aşağışamlı liegt etwa 19 km nordwestlich der Provinzhauptstadt Denizli. Aşağışamlı hatte laut der letzten Volkszählung 1.200 Einwohner (Stand Ende Dezember 2010).